# Bódvavendégi
Bódvavendégi (szlovákul: Hosťovce) község Szlovákiában, a Kassai kerület Kassa-környéki járásában.

## Fekvése
Kassától 38 km-re délnyugatra, a Bódva jobb partján, a magyar határ mellett fekszik. Közúti és vasúti határátkelő Magyarország felé.

## Története
1363-ban említik először.
A 18. század végén Vályi András így ír róla: „VENDÉGI. Magyar falu Torna Várm. földes Ura Hg. Eszterházy Uraság, lakosai többfélék, fekszik Boldva-vize mellett; határja jó, réttye kétszer kaszáltatik, keresetre módgya  közel, legelője elég, fája is van tűzre."
Fényes Elek geográfiai szótórában: „Vendéghi, Abauj-Torna vm. magyar falu, a Bódva mellett, Tornához dél-nyugotra 1/2 órányira: 160 kath., 345 ref. lak. Ref. anyaszentegyház. Nagy juhtenyésztés. Határa termékeny; rétjei jók és bőségesek; legelője s erdeje elég. F. u. hg. Eszterházy. Ut. p. Rosnyó."
Borovszky monográfiasorozatának Abaúj-Torna vármegyét tárgyaló része szerint: „Közel ide, a Bódva mellett van Bódva-Vendégi község, körjegyzőséggel, 50 házzal, 352 magyar lakossal. Postája Hidvég-Ardó, távirója Torna. Koós József zsarnói nagybirtokosnak márványbányája van itt, melyen szép vörös-szürke márványt fejtenek."
A trianoni diktátumig Abaúj-Torna vármegye Tornai járásához tartozott. 1938 és 1945 között újra Magyarország része.
1964-ben összevonták Tornaújfaluval és Tornahorvátival, az egyesített község neve Nová Bodva, azaz Újbódva lett. 1989 óta, a rendszerváltást követően újra önálló település.

## Népessége
| Év:            | 1994. | 2004.    | 2014.   | 2024. |
| -------------- | ----- | -------- | ------- | ----- |
| Emberek száma: | 220   | 191      | 200     | 218   |
| Eltérés:       |       | -13,18 % | +4,71 % | +9 %  |

| Év:            | 2023. | 2024.   |
| -------------- | ----- | ------- |
| Emberek száma: | 208   | 218     |
| Eltérés:       |       | +4,80 % |

1910-ben 427 lakosából 421 magyar és 2 szlovák anyanyelvű lakta.
2001-ben 202 lakosából 182 magyar és 19 szlovák volt.
2011-ben 198 lakosából 154 magyar és 43 szlovák volt.

### Népességének nemzetiségek szerinti alakulása
| Bódvavendégi lakosságának nemzetiségi megoszlása | Bódvavendégi lakosságának nemzetiségi megoszlása | Bódvavendégi lakosságának nemzetiségi megoszlása |
| ------------------------------------------------ | ------------------------------------------------ | ------------------------------------------------ |
| szlovák                                          |                                                  | 2 fő (0%)                                        |
| magyar                                           |                                                  | 421 fő (99%)                                     |
| egyéb                                            |                                                  | 4 fő (1%)                                        |
| *1910. évi népszámlálási adatok                  |                                                  |                                                  |

| Bódvavendégi lakosságának nemzetiségi megoszlása | Bódvavendégi lakosságának nemzetiségi megoszlása | Bódvavendégi lakosságának nemzetiségi megoszlása |
| ------------------------------------------------ | ------------------------------------------------ | ------------------------------------------------ |
| szlovák                                          |                                                  | 19 fő (9%)                                       |
| magyar                                           |                                                  | 182 fő (90%)                                     |
| egyéb                                            |                                                  | 1 fő (0%)                                        |
| *2001. évi népszámlálási adatok                  |                                                  |                                                  |